# Bombus chinensis
Bombus chinensis (saknar svenskt namn) är en insekt i överfamiljen bin (Apoidea) och släktet humlor (Bombus) som lever i centrala Kina.

## Beskrivning
Bombus chinensis är en tämligen liten humla med ljusbruna vingar. Honan blir 17 till 18 mm lång, hanen mellan 13 och 14 mm. Humlan har svart huvud, en mellankropp som oftast är gul, även om gråvit päls även kan förekomma, och med ett svart band mellan vingfästena. Bakkroppens utseende skiljer sig åt mellan könen: Hos honan är den främsta tergiten vanligtvis gul; på individer med gråvit mellankropp är den dock svart. Den andra tergiten är övervägande svart, och resten av bakkroppen orangeröd. Hanen har en mer variabel bakkropp: den främsta tergiten är gul eller vit, den andra gul eller svart, den tredje antingen svart, orange eller svart framtill och orange baktill. Resten av bakkroppen är även här orangeröd.

## Ekologi
Arten förefaller föredra svalare temperaturer och fuktigt klimat. Den är bergslevande och förekommer ovanligt på höjder mellan 2 900 och 4 400 m. Den är en snylthumla, det vill säga den saknar arbetare och den unga, befruktade honan tränger in i en annan humlearts bo, dödar drottningen och tvingar arbetarna att ta hand om sin egen avkomma. Värdarterna tros vara bland andra B. pyrosoma och B. friseanus. Den besöker blommor som lökarter och buskväpplingar. Flygtiden varar från juli till slutet av oktober.

## Utbredning
Bombus chinensis finns i Tibet och centrala Kina (provinserna Qinghai, Yunnan, Sichuan och Shaanxi).